# 双田橋
双田橋（そうだばし）は、山梨県甲斐市下今井と南アルプス市上高砂・野牛島を結ぶ釜無川（富士川）に架かる橋である。
橋名は両岸の旧自治体名であった、現甲斐市の旧双葉町の「双」と、現南アルプス市の旧八田村の「田」から名付けられた。

## 概要
釜無川と御勅使川との合流地点すぐの場所にある橋であり、現在の橋は長さ359.5m、幅員15.3m、6径間の連続鋼製箱桁橋として2004年（平成16年）3月31日に開通した。
旧橋は山梨県道118号線に指定されていたが、新橋開通後は一般国道に移管され、国道52号甲西道路に指定されている。
新橋開通からわずか3年後の2007年にひび割れが見つかり、現在対応と対策が行われている。

## 周辺
- 日本航空高等学校
- ラザウォーク甲斐双葉